# 龍潭戰鬥
龍潭戰役是1927年8月25日至9月初發生於南京東的句容县龙潭镇（今南京市栖霞区龙潭街道）一帶的一場戰役，是國民革命軍北伐的最大戰役以及最具決定性的一場戰役，交戰雙方為國民革命軍和北洋政府所轄軍隊，結果李宗仁、白崇禧、何應欽指揮得宜全殲孫傳芳渡江大軍，不及渡江北逃之殘敵約有4-5萬人，全部被俘。國民革命軍繳槍3萬餘支，火砲數十門，俘獲孫軍高級軍官師、旅長數十人。
此役扭轉了自8月初國民革命軍徐州之戰戰敗以來的戰場頹勢。9月1日孫傳芳率殘部從長江北岸向北全線後撤，9月2日，國民革命軍乘勝渡過長江北進，佔領浦口、揚州等要隘。對於此役，不少國民黨元老印象猶為深刻，于右任曾寫一聯：東南一戰無餘敵，黨國千年重此辭。譚延闓亦有聯相贈與白崇禧：指揮能事回天地，學語小儿知姓名。

## 戰役細節
1927年8月的南京政府在汪精衛要求蔣中正離職後，陸續有吳敬恆、張人傑出走，北伐軍隊因後方的寧漢分裂之政爭，軍心不穩，8月16日孫傳芳部隊節節進逼，故軍事委員會17日通令所有前方部隊，全部撤守至長江南岸，扼險固守，孫傳芳遂運用當時的局勢，發動大規模的反擊作戰計畫，當時戰況情勢，無論是個人的回憶錄、政府出版品之內容，因涉及民國時代以來之個人恩怨，說法紛紜，故以國民革命軍兩大系統分別敘述，並以客觀中立之第三者之報導為依據。

### 國民革命軍第一軍
依據《申報》1927年9月5日（总第19571號）上海版-國內要聞之〈龍潭劇戰紀〉，當時北伐軍的守備軍隊為國民革命軍第一軍的第二十二師，由歷次作戰傷癒官兵及浙西新兵兩團，合編為六十四、六十五、六十六三個團及一個補充團，師長涂思宗於1927年8月17日奉命回師江南，接守長江南岸防禦任務，並於8月24日奉令率第二十二師，接守烏龍山、棲霞山、龍潭至下蜀一帶之沿江防務，因江岸線婉延曲折，地形複雜、形成兵力薄弱，乃採一線配備。
8月25日午夜，孫傳芳軍突以主力部隊，由江北望江亭、划子口及大河口等三處，乘夜渡江猛撲南岸防軍陣地。當孫軍渡江時，革命軍第一軍第一縱隊，除第二十二師在前線與敵相持外，第一師全部及第二師第四團俱在杭州，只第二師五、六兩團在常州，同時，兩處鐵道運輸破壞，以致運輸遲滯；
8月26日下午，白崇禧總指揮專車前往無錫，派參議何競武送令常州第二師部，調第二師五、六兩團，隨徐庭瑤副師長即刻開往鎮江，沿鐵道進擊渡江之敵，27日，第一軍部隊到達高資，即由第五團長李延年率全團沿鐵路前進，到達水泥廠附近，即與龍潭之敵激戰二小時，當即佔領龍潭車站及龍潭鎮，俘孫軍第十九旅旅長趙國蔭及官兵千餘人，奪獲槍支千餘桿。六團隨即以六連增加第五團，將孫軍向江邊壓迫。是時第二十二師涂思宗部在外焦洲方面，四十一團在沈家圩方面，佔領陣地。是夜孫部復以輪船二艘，拖帶民船十數隻，運輸兵力陸續渡江，計增至南岸者約為八千以上，以大隊再向龍潭猛烈反攻。第五、六團及四十一團劇戰兩晝夜。
8月28日午間，第一縱隊指揮官劉峙率第一師及第四團由松開到鎮江，即奉白總指揮命令前線作戰，各師統歸該指揮官指揮。劉峙率第四團乘車趕赴前方，車到倉頭鎮，天色已黑，因五十八團輜重車由前方開回，車輛相碰，當時乘車官兵稍有死傷，同時龍潭方面火光沖天，前方情形尚不明瞭，當即指揮所部，先向前方偵查，佈置一切。
29日早晨將後面部隊調到，決定大計，令龍潭附近部隊佔領後退陣地，誘敵深入，致之于窮境，俾可一舉殲滅。卅日晨，七軍部隊亦到，遂大軍包圍，孫軍力不能支，退至江邊，革命軍分道追擊，激戰至卅一日午後二時，孫軍遂在羊尾洲、柴洲、陳家圩、龍袍洲一袋完全繳械，計孫軍渡江者共有六師一混成旅之眾，現被殲滅無餘，除戰地死傷六千餘人外，溺斃者不下五千餘人，一、七兩軍共繳械三萬，孫於卅一日晨倉促逃避，僅以身免。此次孫軍全部渡江，孤注一擲，戰鬥之烈，為北伐以來所未有，革命軍傷亡亦不下數千云。

### 國民革命軍第七軍
孫軍渡江後，除向第一軍陣地進攻外，又向烏龍山第七軍陣地進攻。第七軍事前未聽到槍砲聲，突然遭到右翼友軍陣地方向的襲擊，倉促應戰，烏龍山砲台七座，竟被孫軍攻占四座。天亮後，孫傳芳援軍大至，向第七軍陣地衝擊，勢極猛烈。第七軍副軍長（一說為軍長）夏威親自督戰，向敵逆襲。激戰至午，將所失砲台全部奪回，並繼續向東掃蕩，經過拉鋸戰，克復棲霞山，交還第一軍防守，第七軍撤回原防。孫傳芳軍向稱能戰，此次背水為陣，破釜沉舟，更具有進無退的決心，數度與第七軍肉搏，均被擊退。不料，第一軍二十二師棲霞山主陣地又被孫軍攻陷，第一軍向南京後撤，孫軍跟踪追擊，繞出第七軍右側，有包圍第七軍之勢。李宗仁見情況緊急，電令夏威自烏龍山陣地向東出擊，奪回棲霞山一部分陣地。孫傳芳軍遂停止深入，回據棲霞山，居高臨下，俯射仰攻的第七軍。 26日，南北雙方在棲霞山麓一帶高地反复衝殺一晝夜。孫傳芳軍據險死守。第七軍第一、三兩師更是有進無退。戰場上炮火瀰漫，雙方屍體狼藉，戰況之慘烈，為北伐史上所僅見。激戰至27日清晨，棲霞山麓一帶的高地悉為第七軍攻克。孫軍殘敵數千人退據山頂，死守待援。第七軍乃將棲霞山合圍，繼續仰攻。
孫軍據險死守，居高臨下，槍砲齊射，加以檑木滾石，一時俱來。第七軍在李明瑞師長親自率領之下，攀藤附木，奮勇衝鋒。當時有數艘英國軍艦停泊在長江中，見孫軍退到絕頂，情勢危殆，悍然以十英寸的巨砲，向爬至半山的第七軍轟擊。一時炮聲隆隆，煙霧蔽天，山頂孫軍視界不清，俯射效力反而大減。李明瑞趁機率軍於菸幕中一鼓作氣，衝上山頂，將山頂上的數千敵軍俘虜。棲霞山攻克之後，在烏龍、棲霞一帶渡江的孫軍被全殲，第七軍也傷亡慘重，急需休整。李宗仁命令夏威將第七軍撤回烏龍山原防，再次將棲霞山防地交還第一軍防守。 白崇禧也從鎮江拍電報來，約南京方面迅速出擊，與東線部隊夾攻孫軍於龍潭。當日，第七軍第三次將棲霞山奪回後，仍交第一軍防守。不久，棲霞山又被孫軍奪去，李宗仁遂令第七軍與第十九軍再度向棲霞山進攻，並佔領之，不必再交予第一軍。同時以軍委會名義致電白崇禧，約定30日東西兩方同時向龍潭之敵反攻。
白崇禧於無錫打電話給楊樹莊，要他開出艦隊守住渡江口，切斷孫傳芳軍後援。白強調，孫之勢力終將被殲滅，海軍如不努力，將來一定要追究責任。楊說艦隊絕無不盡責之事，並派通濟艦至鎮江。白崇禧命令政治部主任潘宜之帶了一排憲兵到通濟艦督戰，砲擊渡江敵兵。其他軍艦見通濟艦已經表明態度，也紛紛向孫傳芳軍開砲。孫部渡江後，海軍態度明朗，切斷孫軍補給，這是孫軍戰敗的一個重要原因。
30日拂曉，國民革命軍全線反攻：（1）桂軍第七、十九軍各兩個師，由夏威、陶鈞指揮，自棲霞山嚮東進攻，沿鐵路及江邊前進，目標為龍潭鎮及青龍山、黃龍山的敵軍陣地。 （根據是李宗仁的回憶。張文鴻將軍的回憶，是第七軍三個師、十九軍陶鈞師，統歸夏威指揮。白崇禧回憶說胡宗鐸與他一起前往上海，因此張文鴻的回憶也可能是準確）。 （2）何應欽親自指揮第一軍的第二、第二十二、第十四師的一部，自東陽鎮向龍潭進發。 （3）白崇禧指揮東線的第一軍第一、第三、第二十一等師向西攻擊。三路大軍會攻龍潭。
此時孫軍已渡江的部隊，和棲霞山等地潰敗之敵，約六萬餘人，被壓縮於龍潭一隅。依據龍潭以西的黃龍山，以南的青龍山、虎頭山，和東西的大石山、雷台山等險隘，憑險據守。孫傳芳駐節水泥廠，親自督戰。其悍將李寶章、上官雲相、梁鴻恩、崔錦桂、段承澤、鄭俊彥等都在龍潭前線指揮。孫軍官兵俱帶數日干糧，船隻在部隊渡河後，悉數開往北岸，以示全軍有進無退的決心。在國民革命軍於30日晨發動拂曉反攻時，孫軍也全線逆襲。龍潭周圍數十里地，炮火蔽天，血肉模糊。
孫軍據山頑抗，深得地形之利，國民革命軍因是仰攻，死傷極大，尤以陶鈞師進攻青龍、李明瑞師進攻黃龍的爭奪戰最為慘烈。下午15時，李明瑞師攻占黃龍山，陶鈞師梁瀚嵩團攻占青龍山。桂軍乘勝追擊，李明瑞師第三團攻克龍潭車站，陶鈞師梁瀚嵩團攻占龍潭鎮。孫軍退至鐵路以北、長江以南的村落中固守。
31日清晨5時，國民革命軍正在部署進攻，孫傳芳軍忽然反攻，來勢極為猛烈，炮火幾乎摧毀了整個水泥工廠。桂軍與第一軍聯手出擊，重新控制了龍潭車站和龍潭鎮，孫軍被壓迫在龍潭以北不滿7、8里的江邊，已無迴旋餘地，孫傳芳率少數將領坐小火輪撤到江北，剩餘士兵大部分被包圍繳械。
當時，李宗仁与坐镇镇江的白崇禧约定由白命令沪、杭线上第一军的第一、第三、第二十一各师星夜西进与李宗仁指挥的第七、第十九各军及何应钦指挥的第一军第二、第二十二(守軍)、第十四各师合攻龙潭。8月30日拂晓，对龙潭总攻击令下达后，李、白、何指挥部队向孙传芳部在龙潭周围的10个师4个旅约6万余人进行反攻，战斗极为惨烈。至8月31日，北伐军将孙军压缩到龙潭的长江边后全部歼灭，俘敌四万余人、缴枪三万枝。孙传芳见大势已去，登上事先预备的小汽艇渡长江北逃，仅以身免。
白崇禧也回憶道：“是役，雙方死亡很重，我與何將軍在士敏土廠會師後，肅清殘敵，清理戰場，當時敵我兩方真是屍體遍地，骸骨盈野。我們發動士敏土廠工人及紅十字會收屍，結果收不勝收，據說半年之內，火車經過龍潭，屍臭仍然逼人。
1946年，国民政府在中国水泥厂厂区内的黄龙山麓建龙潭会师亭作为纪念，由国立中央大学徐中教授设计，1947年建成。现为南京市文物保护单位。在原南京第一公园内曾有“龙潭讨孙阵亡将士纪念碑”及“国民革命军讨孙阵亡烈士纪念塔”，前者现藏南京市博物馆，后者已毁。

## 意義
龍潭戰役是孫傳芳與北伐軍之間進行的一場著名戰役，也是北伐戰爭中最激烈、最具決定性的一場戰役，可以毫不誇張的說，龍潭戰役奠定了國民政府的基業，也決定了顯赫一時的五省聯帥孫傳芳從此一蹶不振，變成光桿司令的轉折點。
是役任第二路總指揮的白崇禧也曾在其回憶錄說過：“ 龍潭之役在北伐大業中是最重要一仗，因為勝利了才能西征消滅唐生智之反動力量；遷都南京穩定國內之政治局面；促使徘徊觀望之友軍加入革命行列——如閻錫山之北方軍在龍潭戰役前便與革命軍有聯絡，但畏於奉軍遲遲不敢明白表示態度。龍潭戰役之勝利對奉軍是一大威脅，閻鑑於革命之趨勢，很快便附和了革命軍。如果龍潭之役失敗，不但江、浙、閩、贛、皖五省重歸孫傳芳，唐生智之勢力一定高漲，其他抱游離態度之友軍，更遠離革命軍。如此，革命軍能否再回廣東重整旗鼓，便是一大問題。所以說龍潭之役是北伐大業成敗極大之關鍵。”

## 參閱
- 中華民國北洋政府時期內戰戰鬥列表
- 衛立煌
- 栖霞山战斗